# Neustrie
486–987
(501 ans)
Entités précédentes :
- Domaine gallo-romain (461-486)
- Royaume des Francs Saliens

Entités suivantes :
- Comté de Blois (910-1397)

La Neustrie ou Neustria, Neustrasia ou même Neptrecus dans les chroniques latines, est le royaume franc (ou Teilreich) correspondant à l'ancien royaume de Syagrius, dans le nord-ouest de la France actuelle, et qui a initialement pour capitale Soissons. Annexé en 687 par les Austrasiens, le nom de l'ancien royaume ne désigne plus au IXe siècle que le territoire entre Seine et Loire, gouverné depuis l'époque mérovingienne par un duc du Mans.
Ce duché du Mans prend pour capitale Tours en 843, position de repli face à l'invasion bretonne, laquelle se solde par l'abandon de la marche de Bretagne, du Cotentin et du Bessin. Le résidu occidental de la Neustrie doit faire face également à l'invasion viking, et sa défense est abandonnée en 861 au comte de Tours et au duc du Mans, formant alors une marche double, la marche de Neustrie. La partie sud-orientale de l'ancienne Neustrie, le futur Orléanais, est tout autant laissée à elle-même.
L'apparition de la féodalité disloque, par usurpations, les deux marches en fiefs, le Maine, l'Anjou, source des Plantagenêt, la Touraine, le Dunois, le Perche, qui s'étend sur le Sonnois, le Corbonnais et le Passais c'est-à-dire le Sud de l'Hiémois et le Nord du Maine, le Chartrain et le Blésois. De ce dernier fief sortira Thibault, restaurateur d'une Neustrie indépendante pendant un quart de siècle, et racine des Thilbaldiens, tandis que Hugues Le Grand assiéra la dynastie rivale des Capétiens sur l'Orléanais.

## Division est-ouest
Le terme, peut-être d'un usage beaucoup plus ancien, apparaît au VIIe siècle sous le calame du moine Jonas de Bobbio, dans la Vie de Colomban, pour désigner le royaume de l'Ouest lors des partages entre rois mérovingiens, par opposition au royaume de l'Est, l'Austrasie. La même division se retrouve à la même époque en Lombardie entre les Neustria et Austria lombardes.
Karl Ferdinand Werner, historien allemand, présente la distinction entre Neustrie et Austrasie comme héritière de la distinction entre Francs saliens et Francs rhénans. À ce titre, la Neustrie comprend la partie principale de l'héritage salien que Clovis reçut de son père Childéric Ier.

## Histoire: un resserrement progressif des frontières

### Une part d'héritage mérovingien (511-687)
La Neustrie est le nom d'un royaume franc qui couvrait le nord-ouest du royaume des Francs, approximativement entre Loire (frontière avec l'Aquitaine) et Escaut, incluant l'Armorique franque, avec une frontière à l'est floue dans l'actuelle Champagne : Reims est ainsi généralement en Austrasie, et la Bourgogne fut souvent détachée en royaume autonome. L'Aquitaine fit parfois partie de la Neustrie.
Le royaume, qui ne s'appelle pas encore Neustrie, est créé lors du partage qui suit la mort de Clovis Ier, en 511, et revient à Clotaire Ier. Celui-ci, au terme de son long règne de cinquante ans, réussit à reconstituer le royaume de son père. C'est le deuxième grand royaume franc, né lors des partages successoraux mérovingiens à partir des territoires conquis sur Syagrius. Son aire géographique est limitée par la Loire au sud, l'océan Atlantique et la Bretagne à l'ouest, et la Champagne à l'est ; incluant le Dentelin, elle s'étend jusqu'à la future Flandre au nord.
À la mort de Clotaire Ier, en 561, le royaume est à nouveau partagé — par tirage au sort — entre ses quatre fils : Caribert Ier, Gontran, Sigebert Ier et Chilpéric Ier. Tout en abandonnant la ville de Soissons à l'Austrasie, ce dernier reconstitue en 568, au sein de la part qui lui échoit après le partage du royaume de Caribert défunt, une Neustrie privée de la Touraine, rattachée à un Poitou austrasien, et de l'Orléanais, resté bourguignonne, qu'il récupère par les armes en 583, après avoir en 575 repris Soissons, depuis capitale de la Neustrie.
Âgé seulement de quelques mois, Clotaire II, fils de Chilpéric Ier, hérite de la Neustrie à la mort de son père en 584. À la mort de Thierry II de Bourgogne, en 613, Clotaire II récupère l'Austrasie et devient ainsi roi des Francs, et récupère aussi l'Aquitaine.

### Une fraction rémanente de la France unifiée des Pippinides et des Carolingiens (688-842)

Localisation de la Neustrie à l'époque mérovingienne puis carolingienne.

Après la mort de Clotaire III en 673, la Neustrie, après la déposition d'Ébroïn, se voit imposer un roi — Thierry III — par les Austrasiens. (L'Aquitaine ayant retrouvé auparavant son indépendance.) Berchaire, maire du palais du roi Thierry III est vaincu en 687 à la bataille de Tertry, petit village de Picardie proche de Péronne, par Pépin de Herstal, maire du palais d'Austrasie. Cette défaite ruine définitivement les prétentions hégémoniques de la Neustrie, qui n’est à partir de ce moment qu'un État vassal de l'Austrasie, que dirigent les Arnulfiens.
Cependant les dénominations mérovingiennes de Neustrie, Austrasie et Bourgogne vont subsister encore sous les Carolingiens, mais s'effaceront progressivement. S'y substituent de nouvelles entités administratives, entre Pas-de-Calais et Cotentin un duché de Dentelin, une marche de Bretagne, à l'intérieur des terres au sud de la Seine un duché du Mans, constitué dès l'époque mérovingienne.
En 768, à la mort de Pépin, la frontière orientale de la Neustrie est fixée, comme en 568, à l'Oise, Carloman régnant sur l'Austrasie à Soissons.
Au IXe siècle, le nom de l'ancien royaume de Neustrie n'en désigne plus que la partie gouvernée par le duc du Mans, tel Roland ou Charles le Jeune. C'est entre Seine et Loire le territoire mouvant des « habitants d'outre-Seine » (transsequani, homonymes d'une généralité du XVe siècle). Ces « Transséquanais » sont réputés étrangers à la Francia, jusque sous les Carolingiens.

### Restauration entre Seine et Loire d'une marche de Neustrie (843-884)
Le traité de Verdun en 843, supprimant la légitimité d'un pouvoir impérial unique, provoque l'invasion de la Neustrie par le duc de Bretagne Nominoë. Il s'agit pour les Bretons d'étendre ce qui deviendra le domaine gallo de la Bretagne et de reconstituer le gouvernement libre instauré par les Bagaudes en 409, reconnu en 410, sous le règne du légendaire Conan Mériadec, éventuellement jusqu'à l'ancien royaume breton de Blois.
Le roi de France Charles le Chauve transfère aussitôt le commandement militaire du duché du Mans à Tours, position de repli face à l'invasion, et confie la direction des opérations à un officier, le comte Vivien. Nominoë, vainqueur aux batailles de Messac et de Ballon, reçoit le gouvernement de la marche de Bretagne, mais reprend sa campagne d'invasion en 849. En 850, tombent successivement Angers, Rennes, Nantes, Le Mans. Paris n'est sauvé que par la mort de Nominoë, intervenue subitement près de Vendôme le 7 mars 851. Son fils et successeur Erispoë signe alors le traité d'Angers, qui conserve à la Bretagne toute la partie de la Neustrie située à l'ouest de la Mayenne et de la Sélune.
En 856, le traité de Louviers accentue l'emprise bretonne. De cette Neustrie, déjà réduite, la partie située à l'ouest de la route Paris-Tours est donnée en apanage au futur roi Louis le Bègue, allié au roi Erispoë par la promesse d'épouser sa fille. L'hégémonie bretonne s'étend alors au-delà de la Mayenne jusqu'à la Maine, aux portes d'Angers et jusque dans le Bessin, entièrement occupé. La Neustrie subit en sus l'invasion normande, qui vient principalement de l'estuaire de la Loire. Charles le Chauve réagit en confiant ce résidu occidental perdu de la Neustrie dès 861 ou 862 à un marquis de Neustrie, marche double composée du comté de Tours et du duché du Mans. Le premier est tenu par les Robertiens, qui sont mandatés directement par le roi. Le second l'est par la puissante et antique famille locale des Rorgonides. À côté de cette marche double, la partie orientale de l'ancienne Neustrie au-delà de la route Paris-Tours, le futur Orléanais, échappe également à l'autorité directe du roi au moins jusqu'en 898.
L'occupation bretonne jusqu'à la Sarthe est actée par le traité d'Entrammes, que signent en 863 le roi Charles le Chauve et son homologue Salomon, assassin et successeur d'Erispoë. En 866, les Français sont défaits par les Normands à Brissarthe et en 867, par le traité de Compiègne, Charles le Chauve est contraint de reconnaître la suzeraineté de la Bretagne sur le Cotentin qui n'est plus relié que par la mer. À son nord-ouest, la frontière occidentale de la Neustrie recule officiellement sur la Vire, le Bessin et ce qui n'est pas encore appelé la campagne de Caen, précédemment occupés par les Bretons, étant de fait abandonnés à des seigneurs saxons très autonomes.

### Démantèlement (885-955)
En 885, les Normands reprennent les hostilités à la fois contre la Bretagne et contre la France, cette fois principalement à partir du Nord du Cotentin, de l'estuaire de l'Orne et de celui de la Seine. Paris est assiégé en 885, Saint-Lô est prise en 889. La double marche de Neustrie est confiée en 886 au comte de Bayeux, Bérenger de Neustrie, puis en 888 à Robert. Ce dernier est le fils de Robert le Fort, tué par les Normands à Brissarthe, il est fait comte de Paris par son frère Odon, usurpateur du trône reconnu par ses pairs. Il la réorganise en deux fronts. Une première marche fait face depuis Tours aux Bretons, lesquels, sous le règne d'Alain Ier de Bretagne, respectent une paix relative, d'autant que leur présence jusqu'à la Sarthe n'est pas contestée. La seconde marche, depuis le Mans, fait face aux Normands.
Sur ce second front, les hostilités se concluent en 911 par le traité de Saint-Clair-sur-Epte, qui concerne la Neustrie. Une partie de celle-ci, entre ses frontières du Bessin et de la Seine, au nord du Perche et de l'Hiémois, qui restera franc-alleu jusqu'au XIe siècle, est cédée au chef de guerre Rollon, pour relier l'estuaire de la Seine, colonisé par les Vikings, et celui de l'Orne, colonisé par les Saxons, et constituer la Northmannie ou Normandie, ce qui fait dire abusivement un siècle et demi plus tard à Wace, au fait de cette seule partie nordique de la Neustrie, « Normendie ount nun Neustrie, Neüstrie perdi cest nun (…) ».
Le résidu occidental de la marche de Neustrie, soit sa partie à l'ouest de l'axe Paris-Tours, est simultanément confié au commandement unique du comte Robert, qualifié du titre de Demarche (demarcus), c'est-à-dire des deux marches ou de la marche double (à ne pas confondre avec demarchus du grec Δήμαρχος, chef de dème). La région, hormis la vallée de la Loire et les alentours du Mans, échappe en fait à l'administration française. En 932, le comte des Normands Guillaume Longue Épée annexe à la Normandie le Cotentin et l'Avranchin bretons, avec le mont Saint-Michel.

### Velléité d'indépendance d'un royaume de Neustrie (956-977)
Durant le règne du jeune Lothaire, la région jusqu'à la baie de Seine hormis le val de Loire est toujours abandonnée aux Bretons ou aux pirates. Thibault le Tricheur, allié des Ingelgeriens d'Anjou, et ancêtre des richissimes comtes de Champagne, proclame son indépendance, sans s'arroger de titre royal cependant. Foulques II d'Anjou et lui se présentent comme « gouverneurs et administrateurs du royaume de Neustrie ». et « comtes par la grâce de Dieu », et non par celle d'un suzerain. Thibaud fonde donc un royaume de Neustrie sans roi deux ans après la mort du régent Hugues le Grand, deux avant la nomination d'un Robertien au titre de Duc des Francs et trente-huit avant le coup d'État d'Hugues Capet. Il échoue dans sa tentative initiée en 961 de récupérer la part de Neustrie conquise par les Normands, mais étend ses possessions du Blésois et de la Touraine sur le Berry jusqu'au Sancerrois.
Le terme et le projet de Neustrie ne survit pas à la dynastie carolingienne, à la destruction puis l'occupation du Mans par les Normands en 1060, et à l'émergence des principautés d'Anjou, du Maine, de Blois et d'Orléans.

#### Actes de colloques
- Atsma (Hartmut), La Neustrie : les pays au nord de la Loire de 650 à 850, Actes du colloque historique international, Sigmaringen, J. Thorbecke, 1989, 2 vol. (XXXI-593 et VII-543 p.) (voir la notice bibliographique du catalogue général de la BNF), vol. 1 lire en ligne, vol. 2 lire en ligne, présentation en ligne, présentation en ligne

#### Articles
- Jacques Boussard, « Les destinées de la Neustrie du IXe au XIe siècle », Cahiers de civilisation médiévale, Poitiers, Centre d'études supérieures de civilisation médiévale, no 41, 11e année « Colloque d'histoire du haut Moyen Âge, Bamberg, du 29 avril au 1er mai 1966 »,‎ janvier-mars 1968, p. 15-28 (lire en ligne).
- Jacques Boussard, « Les évêques de Neustrie, avant la réforme grégorienne (950-1050 environ) », Journal des savants, Paris, Klincksieck, no 3,‎ juillet-septembre 1970, p. 161-196 (lire en ligne).

#### Catalogues d'exposition
- Périn (Patrick) et Feffer (Laure-Charlotte), La Neustrie : les pays au nord de la Loire de Dagobert à Charles le Chauve (VIIe – IXe siècles), Rouen, Musées départementaux de la Seine-Maritime, 1985, 471 p.  (ISBN 2-902093-03-9) ; voir la notice bibliographique du catalogue général de la BNF)

#### Ouvrages
- Édouard Favre, Annales de l'histoire de France à l'époque carolingienne : Eudes, comte de Paris et roi de France (882-898), Paris, Émile Bouillon éditeur, Bibliothèque de la section « Histoire et philologie » de l'École des hautes études, 1893, XXV-284 p. (lire en ligne).
- Yves Sassier, Hugues Capet : Naissance d'une dynastie, Fayard, coll. « Biographies historiques », 14 janvier 1987, 364 p. (ISBN 978-2-213-67002-7, lire en ligne)